# Li Jie (sportskytt)
Li Jie, född 25 augusti 1979 i Xi'an, är en kinesisk sportskytt.
Han blev olympisk silvermedaljör i luftgevär vid sommarspelen 2004 i Aten.